# Pechbrunn
Pechbrunn – miejscowość i gmina w Niemczech, w kraju związkowym Bawaria, w rejencji Górny Palatynat, w regionie Oberpfalz-Nord, w powiecie Tirschenreuth, wchodzi w skład wspólnoty administracyjnej Mitterteich. Leży w Lesie Czeskim, około 15 km na północny zachód od Tirschenreuth, przy autostradzie A93 i linii kolejowej Monachium - Ratyzbona - Berlin.

## Polityka
Rada gminy składa się z 12 członków:
- CSU 7 miejsc
- SPD 5 miejsc

## Osoby urodzone w Pechbrunnie
- Alois Grillmeier, katolicki duchowny